# Baeodasymyia gustavoi
Baeodasymyia gustavoi är en tvåvingeart som beskrevs av Art Borkent 1999. Baeodasymyia gustavoi ingår i släktet Baeodasymyia och familjen svidknott. Inga underarter finns listade i Catalogue of Life.